# Šaukotas
Šaukotas är en ort i Šiauliai län i centrala Litauen. Enligt folkräkningen från 2011 har staden ett invånarantal på 445 personer.